# CBCプライムタイムニュース
『CBCプライムタイムニュース（CBC Prime Time News）』は、1992年から1995年にかけて、カナダの公共放送であるカナダ放送協会が所有する英語放送テレビネットワーク・CBCテレビジョンで放映された夜間ニュース番組。

## 背景
過去10年間、CBCの夜間のニュース番組『ザ・ナショナル』は22:00に放送され、その後、バーバラ・フラムがホストを務めた『ザ・ジャーナル (カナダのテレビ番組)』と呼ばれる40分間のニュースマガジンパッケージが続いた。しかし、1992年初頭にフラムが亡くなった後、CBCはその主力ニュース番組を刷新する機会を得た。
1992年10月26日のシャーロットタウン・アコード国民投票の結果に関するCBCの生中継は、同年11月2日に正式に開始した番組のパイロット版として効果的に機能した。ピーター・マンスブリッジとパメラ・ワーリンが、『ザ・ナショナル』と『ザ・ジャーナル』の両方を置き換えるパッケージの同等の共同ホストとして、『プライムタイムニュース』は、ニュースと「ジャーナル」スタイルの機能を組み合わせて、21:00に放送される単一の統合番組とした。
変更にもかかわらず、『ザ・ナショナル』は完全に廃止されたわけではなく、メインネットワークの変更と同時に、CBCの独立したオールニュースチャンネルであるCBCニュースネットワークは、独自のプライムタイムのニュース番組名を採用した。
番組名の選択はまた、CBCラジオ (カナダ)の『プライムタイム (ラジオ番組)』との衝突を引き起こし、同番組ホストのジェフ・ペヴェレは、そのような類似した名前のテレビやラジオ番組によって引き起こされる潜在的な混乱に反対した。

## 視聴率パフォーマンス
当初は視聴率が高かったものの、最初の1週間は、前年の『ザ・ナショナル』の平均視聴率を完全に30％上回ったが、CBC内でも、ネットワークの視聴者や批評家の間でも、このアプローチは人気がなかった。『ザ・ナショナル』はCBCのニュース部門によって制作されたが、『ザ・ジャーナル』は時事問題に属しており、2つの部門を統合することは困難であり、ウォーリンとマンスブリッジの間の放送中の関係は時々目に見えて緊張していた。批評家は特に、1992年のアメリカ合衆国大統領選挙の最後の丸一日をリードストーリーとしたデビューエピソードを「外国特派員へのニュースリーディング、チャート、カッタウェイの刺激の無いコレクション」として非難し、CBCニュースの評判が高い全国ネットワークよりもローカルテレビ局を彷彿とさせ、新番組の形式に対する視聴者の反応は非常に不利だった。
また、番組は21:00に放送されたため、民間放送ネットワークで最も視聴されている時間枠の1つで競合していた。『ザ・ナショナル』と『ザ・ジャーナル』は22:00に民放との競争に直面したが、その時間帯に殆ど全ての民放ネットワークがドラマシリーズを放送していたため、独自のニッチを切り開くことにはるかに成功していた。21:00に『プライムタイムニュース』は『チアーズ』、『そりゃないぜ!? フレイジャー』、『となりのサインフェルド』、『TVキャスター マーフィー・ブラウン』などの人気のシットコムと競争しなければならなかった。
その結果、『プライムタイムニュース』の視聴率は急速に低下し、最初の1週間だけで視聴者数が12％減少し、最初の月の終わりまでに、『ザ・ナショナル』よりも低くなった。
『CTVナショナルニュース』は、視聴率が40％上昇し、歴史上初めて全国ニュース番組の視聴率でCBCを上回り、CBC Newsworld版の『ザ・ナショナル』では、同ネットワークの以前のプライムタイムラインナップを30％上回り、そして番組自体が『プライムタイムニュース』よりも高視聴率を獲得することもあった。
このシフトにより、新番組に対応するために時間枠がシフトされた『マン・アライブ (カナダのテレビ番組)』や『ザ・ネイチャー・オブ・シングス』など、他のいくつかの番組の視聴率も大幅に低下した。

## 形式の改訂
1994年秋、『プライムタイムニュース』は22:00の時間帯に戻り、古い『ザ・ナショナル』と『ザ・ジャーナル』に近い形式となった。マンスブリッジは再び番組のニュース部分の唯一のアンカーとなり、ウォーリンは『ザ・ジャーナル』に非常によく似たマガジンコーナーのホストとなった。しかし、番組は1994年から1995年のテレビシーズンで『プライムタイムニュース』という名称を保持し、マンスブリッジが不在の際、ウォーリンはメインニュース部分の代替アンカーとして登場することがあった。
このシフトの後、視聴率は大幅に回復し、同年12月までに、番組は定期的に『ザ・ナショナル』の以前の視聴者の95パーセントを完全に引き付けていた。
1995年4月、ウォーリンは番組から降ろされ、同年6月にハナ・ガートナーに引き継がれた。秋には、ニュース番組は正式に『ザ・ナショナル』という名称に戻り、マガジンコーナーは「ザ・ナショナル・マガジン（The National Magazine）」となった。この形式は、2001年初頭に『ザ・ナショナル』が1時間のニュース放送として再びリニューアルされるまでそのままだった。